# Trofarello
Trofarello és un comune (municipi) de la ciutat metropolitana de Torí, a la regió italiana del Piemont, situat a uns 10 quilòmetres al sud-est de Torí. A 1 de gener de 2019 la seva població era de 10.858 habitants.
Trofarello limita amb els següents municipis: Pecetto Torinese, Moncalieri, Cambiano i Santena.

## Fills il·lustres
- Alfonso Vagnone (1568 - 1640) jesuïta, missioner a la Xina.